# إيرل بلفور
إيرل بلفور هو لاعب هوكي الجليد كندي، ولد في 4 يناير 1933 في تورونتو في كندا، وتوفي في 27 أبريل 2018 بسبب سرطان البروستاتا.

## وصلات خارجية
- إيرل بلفور على موقع دوري الهوكي الوطني (الإنجليزية)
- إيرل بلفور على موقع قاعة مشاهير الهوكي (لاعب أن.إتش.أل) (الإنجليزية)
- إيرل بلفور على موقع EliteProspects.com (الإنجليزية)
- إيرل بلفور على موقع Hockey-Reference.com (الإنجليزية)